# Діно Менегін
Діно Менегін (італ. Dino Meneghin, 18 січня 1950) — італійський баскетболіст.
Срібний призер Олімпійських Ігор 1980 року, учасник 1972, 1976, 1984 років.
Чемпіон Європи 1983 року, бронзовий призер 1971, 1975 років.
Бронзовий призер Юнацького чемпіонату Європи (U-18) 1966, 1968 років.